# うたかな
『うたかな』は、2002年6月7日にACTRESSより発売されたアダルトゲームである。開発チームはgrooming。パッケージ版の販売は終了しており、現在「Galge.com」等にてダウンロード販売がされている。
2003年1月30日には電脳CLUBよりDVDプレイヤーズゲーム版が発売された。

## 概要
現代伝奇SF系の分岐点選択型ビジュアルノベル。設定などが魅力的でしっかりしているものの日常をはさむ余計な会話などをそぎ落としたシンプルなストーリーのため、シナリオが短く、ライトな伝奇物といえる。
システムは、有限会社エッジのG-SYSを使用している。文章の表示は標準では全画面表示、Hシーンでは画面下部に三行だけ表示する方式である。セーブ数は37と決して多くは無いが、随時セーブの出来るものとなっている。

## ストーリー
榊信也（主人公）はある雨の日、街の片隅で不思議な少女に声をかけ、そこで奇妙な体験をする。その少女は自らを言霊使いと名乗る。しばらくして、信也の通う葦原学園で奇妙な事件が次々と連続して起こる。信也は「眠れ」と書かれたひとつの不思議な落書きを発見し、よくありそうな落書きに「ヨクナイモノ」を感じた信也は言霊が関係しているのではないかとの疑惑を抱く。そんなある日、言霊使いと名乗った少女が学園に転入してくる。

## キャラクター
榊 信也（さかき しんや）
主人公。落書きなどから「ヨクナイモノ（言霊）」を感じ取ることが出来る。シナリオによっては言霊使いとして覚醒する。
汀 真夜（みぎわ まや）
声 - 涼元みう
言霊使いの少女で葦原学園の二年生に転入してくる。文武両道で学園では猫をかぶっており転入生ということもあって人気が高い。
八坂 七海（やさか ななみ）
声 - あかね
葦原学園の一年生。艶やかな黒髪を持つ儚げな美少女。感情をほとんど表に出さず言葉も喋る事が出来ないのが、視線や身振りだけで何故か他者と意思疎通ができる。兄は学園の副会長。
佐久間 葵
声 - 水尾まこと
葦原学園の二年生で主人公のクラスメイト。よく主人公と平助との3人でつるむことが多い。運動神経抜群で特定の部活に参加はしていないが様々な部活の助っ人として参加している。格闘技に夢中で、本人も日頃から鍛錬に励み、ことあれば惜しみなく披露してくれる。長い髪の毛だけが女の子らしいが、時折乱暴者というのが主人公の感想である。
春日乃ハコ
声 - 柚葉麗美
葦原学園三年生で学園の執行部会長。ノホホンとした外見をしているが洞察力と行動力に優れている。世話焼きな性格で、学園内でのトラブルには必ず顔を出して解決していくためか、名物会長となっている。「全学生の名前を覚えている」「実はこの学園に三人存在する」と生徒から噂されているほか、下の名前で呼んで生きて帰ったものはいないらしい。
伊藤由梨
声 - 金田まひる
葦原学園一年生で、内気だが明るく元気で良家のお嬢様。学園の歌姫と称されるほどの歌唱力があり、男子学生に人気がある。その歌唱力は学園のみならず街中から注目されるほど。葵とは幼馴染で、信也のことを「先輩」と呼んでいる。

## スタッフ
- プロデューサー:瀬戸内愁沙
- ディレクター:小沢伝七
- シナリオ:小沢伝七、永里しの
- 原画・グラフィッカ:しかとみよ